# Ігнатенко Микола Михайлович
Микола Михайлович Ігнатенко  — український радянський діяч, завідувач відділу ЦК КПУ, член Бюро ЦК КП України по керівництву сільськогосподарським виробництвом з березня 1963 до листопада 1964 року.

## Життєпис
Освіта вища. Член ВКП(б).
Після 1947 — жовтні 1950 року — інструктор відділу легкої промисловості ЦК КП(б)У.
У жовтні 1950 — червні 1953 року — заступник завідувача відділу легкої промисловості ЦК КП(б)У.
У вересні 1954 — грудні 1958 року — заступник завідувача відділу промислових товарів широкого вжитку і продовольчих товарів ЦК КПУ.
У грудні 1958 — січні 1963 року — заступник завідувача відділу легкої і харчової промисловості ЦК КПУ.
У січні 1963 — жовтні 1964 року — завідувач відділу промисловості, яка переробляє сільськогосподарську сировину ЦК КПУ.
З листопада 1965 року — начальник управління кадрів і учбових закладів Міністерства харчової промисловості Української РСР.
Подальша доля невідома.

## Нагороди
- орден «Знак Пошани» (26.02.1958)
- медаль «За трудову доблесть» (23.01.1948)
- медалі